# جنیس جاپلین

جنیس جاپلین (سن خوزه/کالیفرنیا-۱۹۶۸)

جنیس جاپلین (به انگلیسی: Janis Lyn Joplin) (زادهٔ ۱۹ ژانویه ۱۹۴۳ – درگذشتهٔ ۴ اکتبر ۱۹۷۰) خواننده و آهنگ‌ساز آمریکایی بود. او که از اسطوره‌های موسیقی راک به‌شمار می‌رود در ۴ اکتبر ۱۹۷۰ بر اثر مصرف دوز بالای هروئین دچار کمبود اکسیژن شده و در کنار تختخوابش جان باخت. دوز هروئینی که او قبل از مرگ مصرف کرده بود از همیشه بیشتر بوده است.

## درباره
وجه تمایز جنیس با دیگر بزرگان راک دههٔ شصت را صدای منحصربه‌فرد و خش‌دار او و نوع موسیقی‌اش که تلفیقی نوین از راک و بلوز بود می‌دانند. اسطورهٔ جنیس علاوه بر موسیقی در زمینه سبک زندگی هم، نسلی از دختران جوان آمریکا را تحت تأثیر خود قرار داد. نسلی که در دوران راز و رمز زنانه به خانه‌داری تشویق می‌شد، الگوی متفاوتی را جلوی چشم خود می‌دید که نویدبخش امکان انتخاب‌هایی متفاوت و مبتنی بر استقلال زنانه برای رسیدن به موفقیت بود. او میل زیادی به رابطه جنسی داشت و شدیداً الکل مصرف میکرد و معتاد هروئین بود چند بار اقدام به ترک هروئین کرد اما فایده ای نداشت.
او به همراه جیم موریسون و جیمی هندریکس به دلیل حرف جی(J) ابتدای نام کوچک و مرگ نسبتاً مشابه‌شان هر سه حدود ۲۷ سالگی و در بازه‌ای تنها چند ماهه مابین سپتامبر ۱۹۷۰ تا ژوئیه ۱۹۷۱، سه‌گانهٔ تراژیک و افسانه‌ای «تری جِیز»(Three j's) موسیقی راک دهه ۱۹۶۰ را تشکیل داده‌اند. به علاوه این سه به همراه برایان جونز و کرت کوبین و ایمی واینهاوس «کلوب ۲۷» را تشکیل می‌دهند.
مجله رولینگ استون در سال ۲۰۰۴ و در رده‌بندی ۱۰۰ هنرمند برتر تمامی دوران، جنیس جاپلین را در رتبه ۲۸ قرار داد.

## منابع

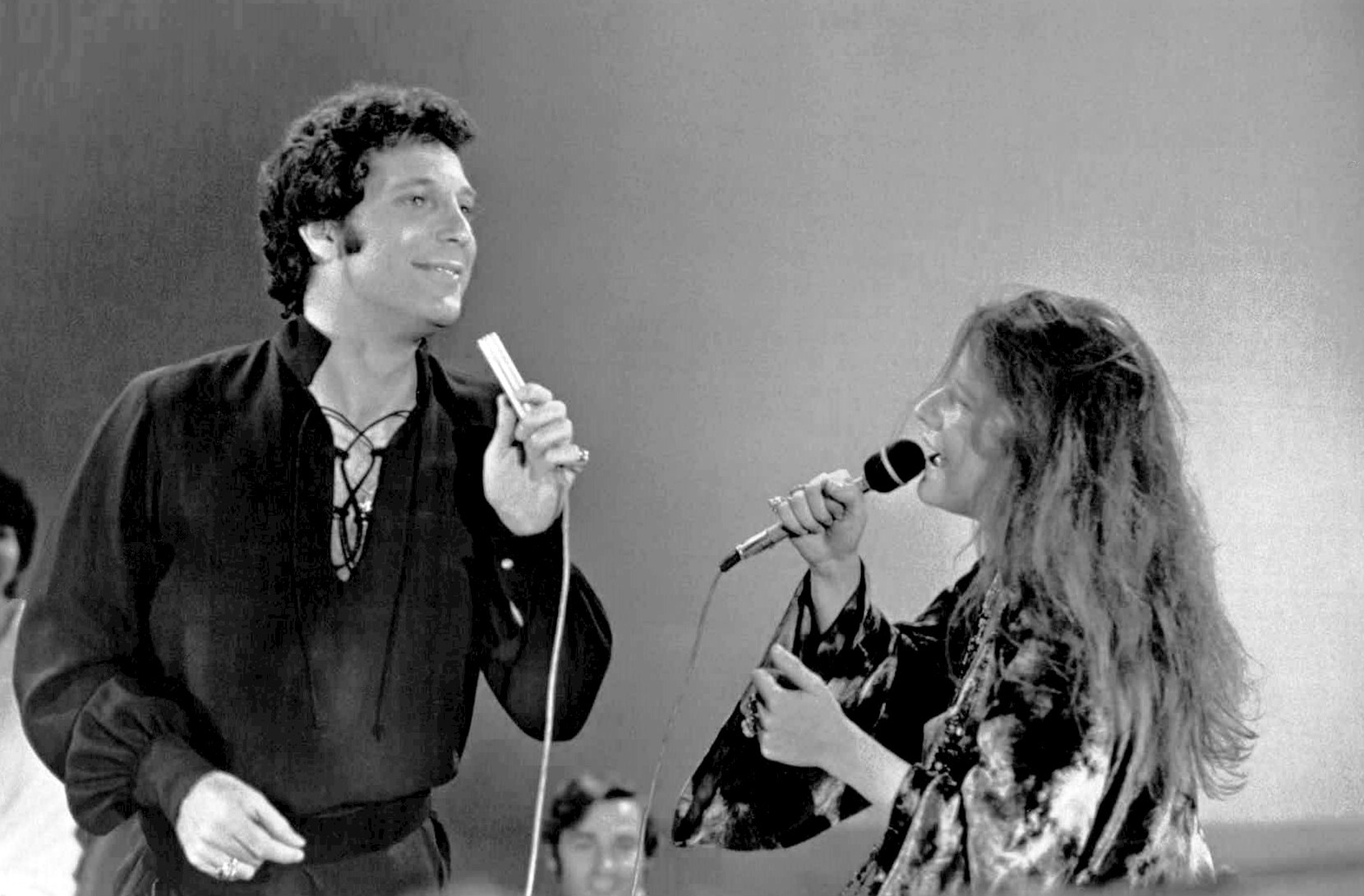
اجرای جاپلین با تام جونز در ۱۹۶۹